# Centromerus paradoxus
Centromerus paradoxus är en spindelart som först beskrevs av Simon 1884.  Centromerus paradoxus ingår i släktet Centromerus och familjen täckvävarspindlar. Inga underarter finns listade i Catalogue of Life.